# Golobinjek (Mirna Peč, Slovenija)
Golobinjek je naselje u slovenskoj Općini Mirnoj Peči. Golobinjek se nalazi u pokrajini Dolenjskoj i statističkoj regiji Jugoistočnoj Sloveniji. 

## Stanovništvo
Prema popisu stanovništva iz 2002. godine naselje je imalo 56 stanovnika.